# Ada Nettleship
Adaline Cort Nettleship (de soltera Hinton, 1856 - 19 de diciembre de 1932) fue una modista y diseñadora de vestuario británica conocida por trabajar a la vanguardia del estilo Esteticismo en vestuario y el movimiento de vestuario racional.

## Biografía
Adaline Cort Hinton era hija del cirujano James Hinton y Margaret (Haddon) Hinton. Entre sus hermanos se encontraba el matemático Charles Howard Hinton. Crecieron en Brighton. Se casó con el pintor de animales británico John Trivett Nettleship, con quien tuvo tres hijos, Ida, Ethel y Ursual. Su hija mayor, Ida, se convirtió en artista y en la primera esposa del pintor británico Augustus John.  Entre sus nietos se encontraba Caspar John, quien se convirtió en First Sea Lord.

## Carrera profesional
Nettleship se estableció como modista en Londres, expandiéndose desde una especialización anterior en bordado.

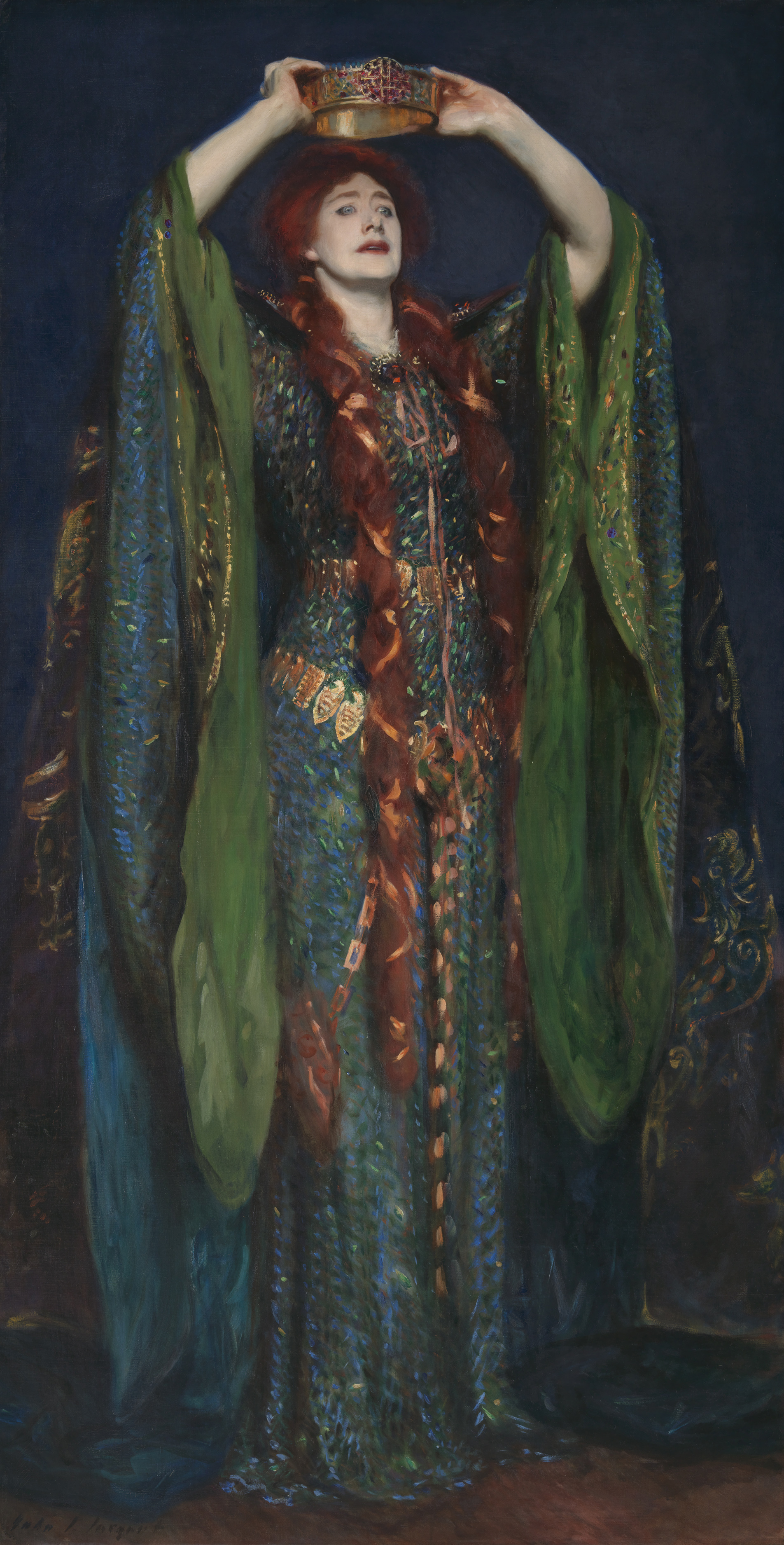
Ellen Terry como Lady Macbeth, por John Singer Sargent, 1889. Terry lleva el vestido iridiscente Carr-Nettleship.

Clientes notables incluyen a la soprano Marie Tempest y los actores Ellen Terry, Winifred Emery, Sarah Bernhardt y la Sra. Patrick Campbell.
En 1884, hizo el vestido de novia de Constance Lloyd para su matrimonio Oscar Wilde. También hizo otros vestidos para Lloyd que ayudaron a establecer la nueva moda esteticista para prendas más sueltas y fluidas con toques teatrales como encajes, bordados o brocados.
Una de las obras más conocidas de Nettleship es un traje teatral hecho para Ellen Terry en 1888 cuando interpretaba el papel de Lady Macbeth. Diseñado por Alice Comyns Carr y tejido a ganchillo por Nettleship para simular una cota de malla suave, el vestido se cubrió con más de 1000 alas de escarabajo para crear un efecto iridiscente. La idea de este disfraz probablemente provino de dos diseños anteriores de Nettleship: un vestido de 1886 y un sombrero de 1887 para Constance Lloyd que fueron cubiertos con alas de escarabajo verde iridiscente. El artista estadounidense John Singer Sargent pintó a Terry con el vestido Carr-Nettleship en 1889.  El traje restaurado se exhibe en la casa de Terry, Smallhythe Place, cerca de Tenterden en Kent.
Nettleship colaboró con Carr para hacer un vestido para una producción de Enrique VIII,  y creó un vestido para la obra Enrique de Navarra del que Terry se quejaba de que era casi insoportablemente pesado debido al uso de alforjas de acero y una extensa costura con joyas. También vistió a Terry como Cordelia en King Lear (1892), Guinevere en King Arthur (1895) e Imogen en Cymbeline (1896).

## Vestuario racional
Los vanguardistas diseños de Nettleship en el estilo esteticista, especialmente los de Lloyd, fueron admirados por la vanguardia londinense, y en 1883 su trabajo fue incluido en una exposición histórica de la Rational Dress Society.  Entre los artículos que presentó se encontraba un "Disfraz de mujer para caminar" que incluía pantalones, una característica que permitía acortar radicalmente la sobrefalda, reduciendo así el peso de todo el conjunto.  Esto fue más de dos décadas antes de que las mujeres europeas comenzaran a usar pantalones en público. Los diseños de Nettleship fueron generalmente considerados demasiado excéntricos por el público en general y, a menudo, sometidos al ridículo en la prensa y en cartas privadas.

## Muerte
Ada Nettleship murió el 19 de diciembre de 1932 en su casa, en el número 45 de Weymouth Street, Londres. Su lecho de muerte asistido por Augustus John. Fue enterrada en el cementerio de Kensal Green.